# Colchide
Nella geografia dell'antichità classica, la Colchide (in laz e in georgiano კოლხეთი?, k'olxeti; in greco antico: Κολχίς?, Kolchís) era una regione storica del Caucaso situata sulla costa orientale del Mar Nero, tra le moderne Georgia (province di Abcasia, Agiaria, Guria, Imerezia, Mingrelia, Rach'a e Svanezia), Russia (Soči e Tuapse) e Turchia (Ardahan, Artvin, Rize e Trebisonda). Secondo la maggior parte degli autori antichi, con qualche piccola differenza, la Colchide si trovava lungo la costa del Mar Nero – confinando a sud-ovest con il Ponto, la cui frontiera era situata tra l'odierna Trebisonda e il fiume Rioni, mentre a nord-ovest era delimitata dal fiume Pauk – a est confinava con l'Iberia, a sud con l'Armenia e a nord la catena del Caucaso segnava il suo confine con la Sarmazia; inoltre, tra il VI e il I secolo a.C. la Colchide sarebbe stata governata da monarchi.

## Fonti antiche

### Geografia
In età classica notizie riguardo la Colchide provengo da diversi autori quali Scilace, Erodoto, Ecateo di Mileto, Ippocrate, Senofonte, Aristotele, Artemidoro di Efeso, Strabone, Arriano, Memnone di Eraclea, Plinio e Tolomeo. In età tardoantica, invece, sono state trasmesse informazioni all'interno delle opere di Agazia, Procopio di Cesarea, Stefano di Bisanzio e Teodoreto di Cirro. Tra i fiumi principali noti agli antichi vi erano l'Anticite/Atticito/Apsarus, il Fasi e il Corax, mentre altri corsi d'acqua menzionati (Charieis, Chobus/Cobus, Singames, Tarsuras, Hippus, Astelephus, Chrysorrhoas) sembra siano stati poco più che torrenti montani. Le città principali erano Dioscurias/Dioscuris o Sebastopoli (Sukhumi), Archeopoli (Nokalakevi), Aia/Cyta/Cutatisium (Kutaisi), Macheiresis, Mala/Male, Pityus (Pitsunda), Sarapana (Shorapani) e Surium (Vani); inoltre, nei pressi delle foci degli omonimi fiumi sorgevano i centri di Fasi (nell'odierno territorio di Poti) e Apsaros/Gonio.

### Mitologia ed etnografia
La Colchide viene citata in numerose opere della letteratura classica – le più antiche risalgano a Omero, Eschilo e Pindaro – dalle quali emerge che, soprattutto in virtù della sua posizione geografica, nell'immaginario collettivo di molte popolazioni del Mediterraneo e del Vicino Oriente dell'età del bronzo e dell'età del ferro fosse percepita come una terra semileggendaria, misteriosa, remota e favolosamente ricca e fertile, dove si diceva fosse stata inventata la metallurgia. Secondo un'antica espressione proverbiale greca antica il tragitto per raggiungerla era considerato "il viaggio più lungo possibile". Infatti, la Colchide era il luogo più orientale dell'Ecumene, la terra dove nasceva il Sole e dove Prometeo subì la propria punizione per avere rivelato all'umanità il segreto del fuoco, nonché una delle regioni da cui si diceva provenissero le Amazzoni, ma era famosa soprattutto per essere l'ambientazione principale del racconto epico sull'impresa del recupero del vello d'oro da parte di Giasone e gli Argonauti. La Colchide aveva per sua capitale Aia, sul fiume Fasi, ed era governata da re Eete, figlio di Elio. Eete aveva sposato Idia – dalla quale aveva avuto Apsirto, Calciope e la maga Medea – e teneva appeso il vello d'oro in un boschetto sacro al dio della guerra Ares. Quando Giasone giunse in Colchide fu aiutato da Medea, protagonista dell'omonima tragedia di Euripide. Apollonio di Rodi, autore de Le Argonautiche, la situava agli estremi del mondo conosciuto, descrivendola come un luogo che «giace oltre i limiti del mare e della terra», e continuò ad assumere questo ruolo anche nei componimenti di autori successivi come Ovidio e Luciano di Samosata. Anche da un punto di vista etnografico emerge un quadro vago e difficile da decifrare. Le fonti assire e urartee menzionano sporadicamente il nome Qulḫa o Kulḫi, mentre in età classica diversi autori descrissero i Colchi come ripartiti in una serie di gruppi etnico-tribali, producendo un lungo elenco di etnonimi di etimologia incerta. Tra gli abitanti del litorale della Colchide sono elencati Coraxi e Coli nel nord, Drili, Fasiani, Lazi e Sanigi/Sannoi/Tzannoi lungo il bacino del fiume Rioni, Bizeri e Zudreti nei pressi del fiume Çoruh, l'entroterra, invece, era abitato da Gugari, Eniochi e Misimiani. La moderna Abcasia era popolata da Abasgi/Apsili, mentre in un'area non meglio definita tra l'altopiano armeno e l'Anatolia le fonti antiche menzionano popolazioni di difficile identificazione quali: Amardi, Calibi, Moschi, Macroni, Saspiri, Taochi e Tibareni. Secondo Erodoto, i Colchi provenivano dall'Africa poiché, insieme a egizi ed etiopici, erano stati i primi a praticare la circoncisione; infatti, i loro antenati sarebbero stati superstiti di una spedizione inviata dal faraone Sesostri III.

## Cultura materiale, identificazione etnica e organizzazione politica
Nel XIII secolo a.C., durante la media età del bronzo, la regione fu caratterizzata dalla cultura materiale colchica, la quale ha restituito tracce di opere di irrigazione nei bassopiani fertili, di fasi abbastanza avanzate nel processo di urbanizzazione, nonché di processi di fusione e lavorazione dei metalli per la produzione di utensili agricoli sofisticati. Nel record archeologico alla cultura colchica subentrò la successiva cultura di Koban. Riguardo alle loro origini, è stato ipotizzato che i Colchi siano migrati dalla Transcaucasia centrale verso nord, prima di stabilirsi definitivamente lungo la costa del Mar Nero. Tuttavia, l'identificazione etnica di queste popolazioni ha suscitato accesi dibattiti, poiché gli antichi Colchi sono stati spesso indicati come i possibili antenati dei moderni georgiani, al punto che il termine "colchico" cominciò a essere collettivamente utilizzato come sinonimo di "proto-cartvelico". Addirittura, Cyril Toumanoff si è sbilanciato al punto da sostenere che:
(Cyril Toumanoff, Studies in Christian Caucasian History, pp. 69 e 84)
Questa ipotesi non è stata avanzata solo sulla base di una coincidenza geografica tra l'antica Colchide e parte della moderna Georgia, ma anche su un serie di accostamenti etimologici tra gli etnonimi delle tribù colchiche presenti negli elenchi presenti nelle fonti classiche e termini cartvelici odierni: Bizeri e Bzyb, Coli e Gali, Gugari e Georgiani, Lazi e Laz, Misimiani e Svaneti, e Sanigi/Sannoi/Tzannoi e Zan. Tuttavia, con lo stesso metodo alcuni di questi etnonimi si rivelerebbero chiaramente non cartvelici, dato che gli Abasgi/Apsili possono essere associati ai moderni Abcasi, Calibi potrebbe essere associato alla divinità urartea Khaldi, Taochi avrebbe un'etimologia armeniaca, mentre Moschi e Tibareni andrebbero identificati con i termini assiri Muški e Tabal, utilizzati nelle fonti per indicare, rispettivamente, il regno frigio e uno dei regni neo-hittiti. Da un punto di vista archeologico, Donald Rayfield ha espresso cauto scetticismo riguardo all'ipotesi di una perfetta corrispondenza tra Colchi e proto-cartvelici, dato che nelle sepolture colchiche sembrano assenti attestazioni di onomastica cartvelici, mentre sarebbero riconoscibili antroponimi anatolici, ellenici, iranici e forse abcasi.
Per quanto riguarda l'organizzazione politica, non esistono prove dirette dell'esistenza di una monarchia centralizzata come quella descritta nel mito greco. Tuttavia, è possibile ipotizzare che la Colchide potesse funzionare come una confederazione tribale con un monarca tendenzialmente elettivo. Secondo Ronald Suny il monarca governava con l'ausilio di skeptukhoi, individui posti capo dei vari gruppi tribali, i quali, però, godevano di una discreta indipendenza.

## Storia

### Gli imperi del Vicino Oriente
Nelle fonti assire e urartee compare più volte il nome Kulḫi per indicare un'entità etnico-politica situata a nord del regno di Urartu, il quale aveva nel territorio di Diaueḫi il suo estremo avamposto settentrionale. Dalla metà dell'VIII secolo a.C. i Colchi condussero diverse scorrerie nel territorio di Diaueḫi, venendo però respinti dai sovrani urartei. Attorno allo stesso periodo in cui Sciti e Cimmeri invasero il regno di Urartu, i Colchi si mossero verso sud, invadendo Diaueḫi. Tuttavia, nel VI secolo a.C., in seguito al collasso definitivo di Urartu, la Colchide venne conquistata prima dell'Impero medo e poi dall'Impero persiano, quest'ultimo guidato dalla dinastia achemenide. Il territorio della Colchide persiana venne incorporato nella XIX satrapia, mentre alcune tribù settentrionali situate al confine del dominio achemenide diventarono tributarie offrendo 100 fanciulli e 100 fanciulle alla corte persiana ogni 5 anni.

### La colonizzazione greca e la Colchide pontica
Le favorevoli condizioni geografiche e naturali della regione il progresso economico favorito dal prospero commercio all'interno dei domini persiani attrassero i greci milesi che tra il VI e il V secolo a.C. stabilirono prima degli emporia e poi delle apoikie (Dioscurias, Fasi e Gonio). Nel IV secolo a.C., in seguito al collasso dell'Impero persiano causato dalle conquiste di Alessandro Magno, l'entroterra finì sotto il dominio del Regno di Iberia governato dalla dinastia farnabazida, per poi essere conquistato attorno al 101 a.C. da Mitridate VI, il quale governava i regni del Ponto e del Bosforo Cimmerio.
Mitridate VI soffocò una rivolta nella regione nell'83 a.C. dando il governo della Colchide nelle mani di suo figlio Mitridate Cresto, il quale venne presto giustiziato essendo stato sospettato di complotto contro suo padre. Durante la terza guerra mitridatica, Mitridate VI affidò la Colchide a Macare, un altro suo figlio, che mantenne il potere per un breve periodo. Con la sconfitta di Mitridate VI del Ponto nel 65 a.C., la Colchide venne occupata da Pompeo, che vi insediò Aristarco come dinasta e prese in ostaggio Oltace, uno dei capi locali. Dopo il declino e la morte di Pompeo, Farnace II, un altro figlio di Mitridate, si avvantaggiò del fatto che Giulio Cesare si trovasse impegnato in Egitto e rioccupò la Colchide, l'Armenia e parte della Cappadocia, sconfiggendo il generale cesariano Gneo Domizio Calvino. Comunque, il suo trionfo fu di breve durata e dopo la morte di Dario, figlio e successore di Farnace II, il trono fu conquistato da suo cognato, l'aristocratico cilicio Polemone I. Scomparso Polemone I, la sua seconda moglie Pitodorida mantenne il possesso del regno, perdendo il controllo del solo Bosforo Cimmerio. Le succedette il figlio Polemone II, che nel 63 fu indotto dall'imperatore Nerone ad abdicare, e il Regno del Ponto, quindi anche la Colchide, fu annesso all'Impero Romano.

### Sotto il governo romano
La Colchide, pertanto, venne inizialmente incorporata nella provincia di Galazia e prima di essere trasferita nell'81 sotto il controllo della provincia di Cappadocia. Tuttavia, il controllo diretto romano era saldo soltanto lungo la costa, mentre sull'entroterra montano l'influenza imperiale era decisamente più lasca. Nel 69 Aniceto, cercando il supporto anche delle popolazioni locali fuori dai confini imperiali, scatenò una rivolta antiromana, che però fu repressa e gli alleati di Aniceto dovettero pagare un tributo a Roma per mantenere una parziale indipendenza. Oltre alle pratiche religiose locali, nel corso dei si erano diffusi nella regione culti ellenistici e mitraici. Il Cristianesimo, invece, iniziò a diffondersi all'inizio del I secolo e in base diverse tradizioni agiografiche la Colchide fu evangelizzata da un apostolo (Andrea, Simone lo Zelota o Mattia). Nel I secolo i bassopiani e la zona costiera subirono frequentemente incursioni da parte delle feroci tribù montanare dell'entroterra, mentre nel decennio compreso fra il 130 e il 140 la Colchide fu invasa da gruppi scitici. I goti, che dimoravano in Crimea, saccheggiarono la Colchide nel 253, ma vennero comunque respinti con l'aiuto della guarnigione romana di Pitsunda. Tra il III e il IV secolo, la maggior parte dei regni e principati venne ad essere soggiogato dai re lazici, dopodiché la regione cominciò ad essere generalmente riferita come Lazica (Egrisi o Tao-Klarjeti).

## Sovrani della Colchide
Poco si conosce dei regnanti della Colchide e soprattutto i più antichi non compaiono in fonti coeve, ma alcuni storici hanno avanzato l'ipotesi evemerista che possano essere stati un personaggi storici, sebbene non vi sia nessuna prova al riguardo.
| Nome                   | Regno                  | Note |
| Sovrani semileggendari | Sovrani semileggendari | Sovrani semileggendari |
| ---------------------- | ---------------------- | --- |
| Eete                   | —                      | Re della Colchide nella mitologia greca.                                                                                                |
| Governanti colchici    |                        | |
| Akes                   | IV secolo a.C.         | Basileus il cui nome su una moneta. |
| Kuji                   | 325 a.C.–280 a.C.      | Nelle Cronache georgiane viene descritto come «eristavi di Egrisi» durante il regno di Farnabazo I d'Iberia.                            |
| Saulaces               | II secolo a.C.         | Nella Naturalis Historia viene indicato come re della Colchide e discendente di Eete.                                                   |
| Epoca mitridatica      |                        | |
| Mitridate VI           | 120 a.C. - 63 a.C.     | Re del Ponto. |
| Mitridate Cresto       | fl. 83 a.C.            | Governatore della regione per conto del padre Mitridate VI.                                                                             |
| Macare                 | fl. 65 a.C.            | Governatore della regione per conto del padre Mitridate VI. Sconfitto da Pompeo, che prese in ostaggio Oltace, uno dei suoi skeptukhoi. |
| Aristarco              | 65 a.C. - 47 a.C.      | Dinasta posto a capo della regione da Pompeo.                                                                                           |
| Farnace II             | 63 a.C. - 47 a.C.      | Re del Ponto e figlio di Mitridate VI.                                                                                                  |
| Dario                  | 47 a.C. - 37 a.C.      | Re del Ponto e figlio di Mitridate VI. Dal 47 a.C. al 39 a.C. il regno fu occupato dalla Repubblica romana.                             |
| Polemone I             | 37 a.C. - 8 a.C.       | Re del Ponto e cognato di Dario. |
| Pitodorida             | 8 a.C. - 38            | Regina del Ponto e moglie di Polemone I.                                                                                                |
| Polemone II            | 38 - 64                | Re del Ponto e figlio di Polemone I e Pitodorida.                                                                                       |